# Le Rêve de Pluto
Pour plus de détails, voir Fiche technique et Distribution.
Le Rêve de Pluto (Pluto's Dream House) est un dessin animé de Mickey Mouse produit par Walt Disney pour RKO Radio Pictures, et sorti le 1er septembre 1940.

## Synopsis
Pluto découvre un génie dans une lampe magique en or et rêve alors des choses qu'il pourrait recevoir et, principalement, une nouvelle niche.

## Fiche technique
- Titre original : Pluto's Dream House
- Autres Titres[1] :
  - Allemagne : Plutos Traumhaus
  - Finlande : Pluton unelmakoppi, Plutos drömkoja
  - France : Le Rêve de Pluto
  - Suède : Plutos drömhus, Plutos mardröm
- Série : Mickey Mouse
- Réalisateur : Clyde Geronimi
- Animateur : Ed Love
- Scénario : Warren Foster
- Voix : Walt Disney (Mickey), Lee Millar (Pluto), Eddie 'Rochester' Anderson (le Genie)
- Producteur : Walt Disney, John Sutherland
- Distributeur : RKO Radio Pictures
- Date de sortie : 1er septembre 1940[2]
- Format d'image : Couleur (Technicolor)
- Musique : Leigh Harline
- Son : Mono (RCA Photophone)
- Durée : 7 min
- Langue : (en)
- Pays :  États-Unis

## Voix françaises
- Jean-Paul Audrain : Mickey Mouse
- Gérard Hernandez : La lampe magique
- Michel Vocoret : voix à la radio commentateur de boxe
- Régine Teyssot : voix à la radio conseillant des recettes de cuisine

## Commentaires
Le film a subi l'influence archictetuelle de l'Art déco et surtout de Kem Weber qui a venait de finir les nouveaux studios de Disney à Burbank.
Le court-métrage d'animation a été ressorti en 1975 avec le film La Montagne ensorcelée, ce qui explique sa présence sur les DVD américains du film.